# O obowiązkach Bibliotekarza
Rozprawa O obowiązkach Bibliotekarza to druga, po opracowaniu Joachima Lelewela Bibliograficznych ksiąg dwoje, praca poświęcona kwestiom techniki bibliotecznej. Została wydana we Lwowie w 1829 r. w nakładzie 150 egzemplarzy. Jej powstanie było związane z funkcją pełnioną przez autora, Stanisława Dunin Borkowskiego, w bibliotece otwartego w 1827 r. Zakładu Narodowego im. Ossolińskich we Lwowie. Został on powołany przez fundatora, Józefa Maksymiliana Ossolińskiego, na stanowisko jednego z dwóch „reprezentantów potomności” (wcześniej był zastępcą reprezentanta). Według założeń Ossolińskiego mieli oni doprowadzić do uruchomienia fundacji i dbać o jej rozwój; Dunin Borkowski uczestniczył zwłaszcza w początkowych etapach tworzenia Zakładu Narodowego im. Ossolińskich. Zaangażował się w prace związane z przebudową i adaptacją budynku zakupionego na cele biblioteki.
Rękopis O obowiązkach Bibliotekarza autor przekazał Bibliotece Uniwersyteckiej we Lwowie. Liczył on 12 kart papieru aktowego o formacie 24,5×20,5 cm, był opatrzony exlibrisem biblioteki o numerze 459, filigranami Peter Zöhn, austriackim orłem i podobizną cesarza Franciszka Józefa I z napisem  w otoku Franciscus Primus Kaiser und Koenig. Według zachowanych na rękopisie adnotacji, został on 3 marca 1829 r. przedstawiony cenzorowi do aprobaty, a po jej udzieleniu (6 marca) wydrukowany przed końcem kwietnia w drukarni Józefa Schnaydera. Podtytułem dziełka było jednocześnie uzasadnienie jego napisania: według autora była to „Rzecz napisana w roku 1827 z powodu uporządkować i otworzyć się maiącey biblioteki imienia Ossolińskich”.
O obowiązkach Bibliotekarza rozpoczyna się od podziękowania Stanom Galicyjskim za przekazanie 60 tysięcy złotych na Bibliotekę oraz „Naylepszemu  z Monarchów, który ią swym przywilejem na wieczne czasy ustalić raczył”. Dalej pisze autor o dwóch podstawowych obowiązkach bibliotekarzy tworzących nową bibliotekę: znalezienie odpowiedniego miejsca dla przechowywania książek oraz ich uporządkowanie i skatalogowanie. Najwłaściwszym miejscem na magazyn byłoby według Dunina Borkowskiego miejsce suche i jasne, najlepiej na piętrze; jeśli byłoby to niemożliwe, to powinien bibliotekarz zadbać o osuszenie murów „namaszczeniem kilkakrotnem oliwą wrzącą”. Regały wykonane z drewna odpornego na robactwo powinny być ustawione z dala od ścian, a pomieszczenie często wietrzone. Książki należy trzepać kilka razy w roku i nacierać proszkiem z ałunu. Jeśli mimo to pojawiłoby się robactwo, wówczas książki należy natrzeć siarką, najlepiej „w miesiącu Marcu, kiedy robactwo z iay wyłazić poczyna”. Bibliotekarz musi też znaleźć sposób na ochronę księgozbioru przed gryzoniami. Jednak „nayważnieyszem i naytrudnieyszem Bibliotekarza dziełem” jest oczywiście właściwe uporządkowanie i opisanie powierzonych mu książek. Pisze autor, że jest to praca, której bibliotekarz powinien poświęcić wszystkie usiłowania swojego życia, a katalogi nazywa najważniejszym dziełem biblioteki. Podaje też Dunin (powołując się na niemieckiego bibliografa Friedricha Adolfa Eberta) najlepszy jego zdaniem sposób na tworzenie katalogu: każdą książkę spisać według tytułu na osobnej kartce w takiej kolejności, w jakiej książki są ułożone w szafach. Karty powinny być sygnowane kolejnymi numerami, a numery z kart nadawane książkom. Następnie układa bibliotekarz karty z tytułami według dziedzin, jakich książki dotyczą. Każda klasa nauk zostaje oznaczona dużą literą, a sekcja (np. prawo dzieli się na cywilne, karne, rzymskie itp.) – rzymską cyfrą; obiema tymi danymi zostają też oznaczone szafy. Książki układa się i sygnuje na nowo według klas i sekcji, nadając im numery od pierwszego w każdej sekcji w taki sposób, że na grzbiecie znajduje się litera klasy, numer sekcji oraz arabski numer, jaki książka zajmuje w sekcji. Jednemu dziełu (nawet wielotomowemu) przysługuje tylko jeden numer. Jeśli w przyszłości biblioteka nabędzie książki, które powinny zostać umieszczone pomiędzy już posiadanymi, wtedy otrzymuje numer katalogowy książki sąsiadującej z dodaną małą literą (np. 10a, 10aa, 10ab itd.). Rozwiązuje to problem dodatkowych katalogów, ponieważ w ten sposób pomiędzy książkami o numerach 10 i 11 można pomieścić 625 nowych nabytków. Obok katalogu naukowego warto zdaniem Dunina Borkowskiego zrobić również katalog alfabetyczny. Dzieła autorów anonimowych winno się zapisywać pod nazwą tytułu, a książki wydane pod pseudonimem dwukrotnie: pod prawdziwym nazwiskiem autora i pod literą, od której zaczyna się używany pseudonim. Szczytem bibliotekarskiego kunsztu byłoby według Borkowskiego przygotowanie katalogu tematycznego. Autor kończy wywód wezwaniem bibliotekarzy do ciągłego poszerzania wiedzy, znajomości całego księgozbioru (bez względu na jego osobiste zainteresowania) i grzeczności wobec gości biblioteki, ponieważ „sława Biblioteki powinna być sławą iego osobistą”.
O obowiązkach Bibliotekarza zostało omówione w 1926 r. w „Przewodniku Bibljograficznym” przez profesora Uniwersytetu Lwowskiego, dr. Wiktora Hahna. Autor wysoko ocenił pracę Borkowskiego i znajomość literatury tematu, zwłaszcza, że ten nie był fachowcem w opisywanej dziedzinie (był mineralogiem). Hahn dostrzegł, że niektóre dane są już przestarzałe, ale ocenił, że w czasie, gdy rozprawa Borkowskiego powstała, jego wskazówki były poważne i pożądane. Podzielił też opinię o zdarzających się wśród bibliotekarzy przypadkach przetrzymywania książek z bibliotek w domach całymi latami; stąd też poparł stuletni postulat Borkowskiego, aby włączać książki do zasobu najpóźniej po pół roku od ich zakupienia.